# Sphaerarthrum brittoni
Sphaerarthrum brittoni is een keversoort uit de familie soldaatjes (Cantharidae). De wetenschappelijke naam van de soort werd in 1971 gepubliceerd door Samuelson.